# Jung So-min
Kim Yoon-ji (Hangul: 김윤지; Busan, 16 de marzo de 1989), conocida artísticamente como Jung So-min (Hangul: 정소민), es una actriz surcoreana.

## Biografía
Tiene un hermano menor.
Estudió en la Universidad Nacional de Artes de Corea.
En octubre de 2017 comenzó a salir con el actor y cantante surcoreano Lee Joon, sin embargo a finales de junio de 2020 la pareja anunció que habían terminado.

## Carrera
Es miembro de la agencia "Blossom Entertainment". Previamente forma parte de la agencia "Jellyfish Entertainment" (de agosto de 2017) y de la agencia "S.M. Culture & Contents" (de agosto del 2013 a junio del 2017).
Ha aparecido en sesiones fotográficas para "Marie Claire Korea", "KWAVE M", "Elle Korea", "InStyle", "Sure", "Oh Boy", "Urbanlike", "CéCi", "Allure", entre otras...
El 26 de mayo de 2010 se unió al elenco principal de la serie Bad Guy donde interpretó a Hong Mo-ne, una de las hermanas Hong.En septiembre del mismo año se unió al elenco principal de la serie Playful Kiss donde dio vida a la estudiante Oh Ha-ni, hasta el final de la serie el 21 de octubre de 2010.
En 2012 se unió a su primer sitcom titulado Standby. En octubre del mismo año se unió al elenco principal de la serie Can We Get Married? donde interpretó a Jung Hye-yoon, hasta el final de la serie en enero del 2013.
En 2014 realizó una aparición especial en el episodio vigésimo de la serie Miss Korea donde interpretó a la empleada de la gasolinera. El 28 de abril del mismo año se unió al elenco principal de la serie Big Man donde dio vida a la egoísta Kang Jin-ah, hasta el final de la serie el 17 de junio de 2014.
En septiembre del 2015 se unió al elenco principal de la serie D-Day donde interpretó a la doctora Jung Ddol-mi, una residente de ortopedia. En marzo del mismo año apareció como invitada en el popular programa de variedades Running Man donde formó equipo junto a Gary durante el episodio n.º 237.Ese mismo año apareció en la película Twenty donde dio vida a So-min, así como en la película de horror Alice: Boy from Wonderland donde interpretó a Hye-jung.
El 7 de noviembre de 2016 se unió al elenco de la serie The Sound of Your Heart donde interpretó a Choi Ae-bong, hasta el final el 9 de diciembre del mismo año.
El 4 de marzo de 2017 se unió al elenco principal de la serie My Father is Strange donde interpretó a Byun Mi-young, la introvertida hija mediana de la familia Byun, hasta el final de la serie el 27 de agosto del mismo año.En octubre del mismo año se unió al elenco principal de la serie Because This is My First Life donde dio vida a Yoon Ji-ho, hasta el final de la serie en noviembre del 2017.
El 29 de junio de 2018 se anunció que aparecería como invitada en un episodio de la popular serie What's Wrong with Secretary Kim donde interpretó a la madre de Kim Mi-so (Park Min-young). En la serie el actor Lee Min-ki interpretó a su esposo.El 3 de octubre del mismo año se unió al elenco principal de la serie Hundred Million Stars From the Sky donde interpretó a Yoo Jin-kang, una diseñadora de publicidad, hasta el final de la serie el 22 de noviembre del mismo año.
Ese mismo año se unió al elenco principal de la película Homme Fatale (también conocida como "Courtesan Bachelor") donde dio vida a Hae Won, una bella dama de clase alta con una visión progresista de la sociedad.El 28 de septiembre del mismo año realizó una aparición especial en el último episodio de la serie Be Melodramatic (también conocida como "Melo Is My Nature") donde interpretó a la actriz Sun Joo.
El 6 de mayo del 2020 se unió al elenco principal de la serie Soul Repairer (también conocida como "Fix You" o "Soul Mechanic") donde dio vida a Han Woo-joo, una actriz musical en ascenso, que tiene un fuerte sentido de la justicia, hasta el final de la serie el 25 de junio del mismo año.
El 16 de junio de 2021 se unió al elenco principal de la serie Monthly House donde interpretó a Na Young-won, una editora de una revista con 10 años de experiencia que ha estado viviendo sola durante 10 años en una casa alquilada.En enero del mismo año se anunció que estaba en pláticas para unirse al elenco de la serie Secret Royal Inspector Joy, sin embargo lo rechazó, por lo que el papel le fue dado a la actriz Kim Hye-yoon.
En junio de 2022 se unió al elenco de la serie Alquimia de almas, donde dio vida a Mu Deok-yi, una gran combatiente atrapada en un cuerpo débil. So-min reemplazó a la actriz Park Hye-eun, después de que ella saliera del proyecto.

## Filmografía

### Series de televisión
| Año     | Título                             | Personaje                 | Notas                           | Ref.                        |
| ------- | ---------------------------------- | ------------------------- | ------------------------------- | --------------------------- |
| 2010    | Bad Guy                            | Hong Mo-ne                | 17 episodios                    |                             |
| 2010    | Playful Kiss                       | Oh Ha-ni                  | 16 episodios                    |                             |
| 2012    | Standby                            | Jung So-min               |                                 |                             |
| 2012-13 | Can We Get Married?                | Jung Hye-yoon             | 20 episodios                    |                             |
| 2013    | Came to Me and Became a Star       | Ha-jin                    | Drama Special                   |                             |
| 2014    | Miss Korea                         | Empleada de gasolinera    | Aparición especial, ep. 20      |                             |
| 2014    | Big Man                            | Kang Jin-ah               | 20 episodios                    |                             |
| 2015    | D-Day                              | Dra. Jung Ddol-mi         | 20 episodios                    |                             |
| 2016    | Red Teacher                        | Jang Soon-deok            | Drama Special                   |                             |
| 2016    | The Sound of Your Heart            | Choi Ae-bong              | 20 episodios                    |                             |
| 2017    | My Father is Strange               | Byun Mi-young             | 52 episodios                    |                             |
| 2017    | Because This is My First Life      | Yoon Ji-ho                | 16 episodios                    |                             |
| 2018    | What's Wrong with Secretary Kim    | Madre de Mi-so (de joven) | Aparición especial, ep. 10      |                             |
| 2018    | Hundred Million Stars From the Sky | Yoo Jin-kang              | 16 episodios                    |                             |
| 2019    | Abyss                              | Mujer alienígena          | Aparición especial, ep. 1       | [ 47 ]                      |
| 2019    | Be Melodramatic                    | Sun Joo                   | Aparición especial, ep. 16      |                             |
| 2020    | Soul Mechanic                      | Han Woo-joo               | 32 episodios                    |                             |
| 2021    | My Roommate Is a Gumiho            | Seo-hwa                   | Aparición especial, 3 episodios |                             |
| 2021    | Monthly House                      | Na Young-won              |                                 | [ 48 ]                      |
| 2022    | Alquimia de almas                  | Moo-deok / Nak-soo        | Parte 1                         | [ 49 ] [ 50 ]               |
| 2024    | Amor en la puerta de al lado       | Bae Seok-ryoo             | 16 episodios                    | [ 51 ] [ 52 ] [ 53 ] [ 54 ] |

### Películas
| Año  | Título                     | Personaje   | Notas                                                                               | Ref.          |
| ---- | -------------------------- | ----------- | ----------------------------------------------------------------------------------- | ------------- |
| 2015 | Twenty                     | So-min      | Junto a Kim Woo-bin, Lee Junho, Kang Ha-neul, Min Hyo-rin, Lee Yu-bi y Na Jong-chan |               |
| 2015 | Alice: Boy from Wonderland | Hye-jung    | Junto a Hong Jong-hyun, Jung Yeon-joo, Lee Seung Yun y Seo Kap Sook                 |               |
| 2017 | Daddy You, Daughter Me     | Won Do-yeon | Junto a Yoon Je-moon, Lee Il-hwa, Shin Goo, Park Hyuk-kwon y Lee Mi-do              |               |
| 2018 | Golden Slumber             |             | Junto a Gang Dong-won, Han Hyo-joo, Kim Eui-sung, Kim Sung-kyun y Kim Dae-myung     |               |
| 2019 | Homme Fatale               | Hae Won     | Junto a Junho, Choi Gwi-hwa, Ye Ji-won, Gong Myung, Lee Il-hwa y Shin Eun-soo       |               |
| 2022 | Project Wolf Hunting       | Lee Da-yeon | Junto a Seo In-guk, Jang Dong-yoon, Park Ho-san y Ko Chang-seok                     | [ 55 ] [ 56 ] |
| 2023 | 30 Days                    | Hong Na-ra  | Junto a Kang Ha-neul, Kim Sun-young y Jo Min-su                                     | [ 57 ] [ 58 ] |

### Teatro
| Año  | Programa            | Hangul                    | Papel            | Notas | Ref.   |
| ---- | ------------------- | ------------------------- | ---------------- | --- | ------ |
| 2023 | Shakespeare in Love | 셰익스피어 인 러브 - 서울 | Viola de Lesseps | 28/I-26/III, Seoul Arts Center CJ Towol Theater. Junto a Jung Moon-sung, Kim Yoo-jung, Chae Soo-bin y Lee Sang-i | [ 59 ] |

### Programas de variedades
| Año  | Programa           | Episodio | Función  | Notas                                                  | Ref.                 |
| ---- | ------------------ | -------- | -------- | ------------------------------------------------------ | -------------------- |
| 2015 | Infinite Challenge | 456      | Invitada |                                                        |                      |
| 2015 | Running Man        | 237      | Invitada |                                                        | [ 60 ]               |
| 2017 | Happy Together     | 493      | Invitada | Junto a Shin Goo, Yoon Je-moon, Lee Il-hwa y Lee Mi-do |                      |
| 2017 | Life Bar           | 39       | Invitada | Junto a Lee Mi-do                                      |                      |
| 2019 | Little Forest      |          | Miembro  |                                                        | [ 61 ] [ 62 ] [ 63 ] |

### Radio
| Año  | Programa     | Notas |
| ---- | ------------ | ----- |
| 2019 | Young Street | DJ    |

### Presentadora
| Año  | Título                    | Notas                                           |
| ---- | ------------------------- | ----------------------------------------------- |
| 2021 | 57th Baeksang Arts Awards | presentadora de categoría - junto a Kim Ji-seok |

### Videos musicales
| Año  | Artista / Grupo | Canción | Notas             |
| ---- | --------------- | ------- | ----------------- |
| 2010 | Seo In-guk      | "Take"  | junto a So Ji-sub |

### Anuncios
| Año  | Título                                 | Notas |
| ---- | -------------------------------------- | ----- |
| 2010 | SK Telecom "Boyfriend/Do As You Feel"  | -     |
| 2010 | Hazzy Accessories                      | -     |
| 2011 | KT Tech EV-F600 Bricks                 | -     |
| 2011 | Bread & Co.                            | -     |
| 2011 | Clinique Moisture Surge "Pink Propose" | -     |
| 2011 | SK-II Foundation                       | -     |
| 2011 | Honda CR-Z                             | -     |
| 2017 | Real Barrier                           | -     |

## Premios y nominaciones
| Año  | Premio                                       | Categoría                                                  | Series                      | Resultado | Ref.          |
| ---- | -------------------------------------------- | ---------------------------------------------------------- | --------------------------- | --------- | ------------- |
| 2010 | 29th MBC Drama Awards                        | Mejor actriz revelación                                    | Playful Kiss                | Nominada  |               |
| 2010 | 18th Korean Culture and Entertainment Awards | Mejor actriz revelación de televisión                      | Bad Guy                     | Ganadora  |               |
| 2010 | 2nd Korea Jewelry Awards                     | Premio Topaz                                               | -                           | Ganadora  |               |
| 2011 | 6th Asia Model Festival Awards               | Premio New Star                                            | -                           | Ganadora  |               |
| 2012 | 12th MBC Entertainment Awards                | Mejor debutante en comedia                                 | Standby                     | Ganadora  |               |
| 2016 | 15th KBS Entertainment Awards                | Mejor pareja (junto a Lee Kwang-soo)                       | The Sound of Your Heart     | Ganadores |               |
| 2016 | 30th KBS Drama Awards                        | Excellence Award, Actress in a One-Act/Special/Short Drama | Drama Special – Red Teacher | Nominada  |               |
| 2017 | 1st The Seoul Awards                         | Mejor actriz de reparto - Series TV                        | My Father is Strange        | Nominada  |               |
| 2017 | 31st KBS Drama Awards                        | Premio a la excelencia - Series TV                         | My Father is Strange        | Nominada  |               |
| 2017 | 31st KBS Drama Awards                        | Mejor actriz de reparto - Series TV                        | My Father is Strange        | Nominada  |               |
| 2020 | KBS Drama Awards                             | Premio a la excelencia - Series TV                         | Soul Mechanic               | Nominada  |               |
| 2022 | 13th Korea Drama Awards                      | Premio a la gran excelencia                                | Alquimia de almas           | Nominada  | [ 65 ] [ 66 ] |